# Tor kolarski Społem
Tor kolarski Społem – otwarty (niezadaszony) tor kolarski w Łodzi, w Polsce. Został otwarty 28 lipca 1892 roku. Może pomieścić 8000 widzów. Użytkowany jest przez klub Społem Łódź. Długość toru wynosi 400 m.

## Historia
Budowę toru rozpoczęto wiosną 1892 roku. Obiekt powstał we wschodniej części Parku Helenów, w miejscu w którym wcześniej znajdował się plac pozostawiony z myślą o budowie w przyszłości obiektu sportowego. 28 lipca 1892 roku miało miejsce otwarcie prowizorycznego, okrężnego, 400-metrowego toru kolarskiego. Tor był następnie wydzierżawiany towarzystwom kolarskim i udostępniany bezpłatnie amatorom. We wrześniu 1892 roku odbyły się na nim pierwsze wyścigi rowerowe. Tor był wielokrotnie modernizowany i przebudowywany, pierwszej modernizacji doczekał się już w 1893 roku. 17 września 1893 roku rozegrano na nim kolejne zawody, z udziałem zawodników z zagranicy i 7-tysięcznej publiczności. W 1898 roku tor wyposażono w nawierzchnię betonową, a w roku 1906 w nawierzchnię bitumiczną. Tor przez kolejne lata wykorzystywany był do rozgrywania zawodów kolarskich, a także motocyklowych i samochodowych.
Po II wojnie światowej, w styczniu 1946 roku, obiekt został przekazany Związkowi Robotniczych Stowarzyszeń Sportowych, który następnie oddał go w zarządzanie Robotniczemu Klubowi Sportowemu TUR (w roku 1957 na bazie RKS TUR powstał klub sportowy Społem Łódź). W sierpniu 1946 roku przystąpiono do odbudowy zniszczeń wojennych, a pierwsze zawody (mistrzostwa Polski w drużynowym wyścigu na 4000 m na dochodzenie) rozegrano 11 sierpnia 1946 roku. Po zakończeniu sezonu w 1946 roku przystąpiono do dalszych prac, m.in. wyremontowano już istniejącą trybunę i wybudowano nową, usypano wał ziemny dla publiczności i ustawiono drewnianą bandę wokół toru. Pojemność obiektu po modernizacji wynosiła 8000 widzów (z czego 2000 miejsc było siedzących). W tym samym okresie ogrodzono również teren toru kolarskiego, wyłączając go z przestrzeni Parku Helenów. W okresie PRL-u wewnątrz toru znajdowały się tory łucznicze, boiska do gier zespołowych, korty tenisowe i strzelnica sportowa. Wielokrotnie przeprowadzane były na nim zawody sportowe, w tym mistrzostwa Polski, wychowało się na nim wielu utytułowanych zawodników. Obiekt był często modernizowany, m.in. w 1962 roku obok toru, od strony zachodniej, wybudowano pawilon klubowy. Od lat 70. XX wieku mówiło się o konieczności zadaszenia toru, co jednak nie doczekało się realizacji. Z czasem znaczenie toru spadło i zaczął on służyć głównie do treningów oraz organizacji zawodów rangi juniorskiej. Ostatnią przebudowę toru przeprowadzono na początku XXI wieku.